# منظمة الإعلان الإسلامي
منظمة الإعلان الإسلامي (الفارسية: سازمان تبلیغات اسلامی ایران) هي منظمة دينية وثقافية إيرانية. تم إنشاؤه من قبل روح الله الخميني بعد ثورة 1979 في إيران، وتحت إشراف المرشد الأعلى. تم إنشاء هذه المنظمة في الأصل في صيف عام 1982 للترويج لأيديولوجيات الجمهورية الإسلامية.

## تاريخ
تم تشكيلها بعد الثورة بناء على مرسوم المرشد الأعلى روح الله الخميني. في عام 1981.  المنظمة كيان قانوني مستقل يديره المرشد الأعلى لإيران.

## اسم
الاسم الأولي لمنظمة التنمية الإسلامية كان «مؤسسة مجلس التنمية الإسلامي» (بالفارسية: نهاد شورای عالی تبلیغات اسلامی). تم تغيير هذا لاحقًا إلى «المنظمة الإسلامية للتنمية» في 3 أبريل 1989.

## رؤساء

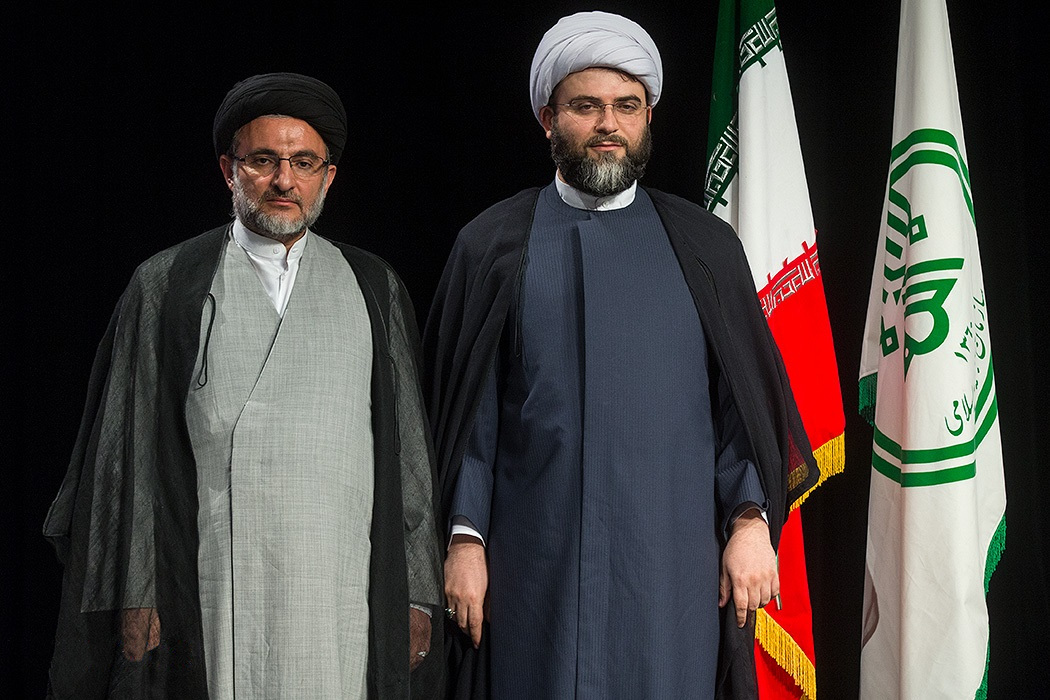
مراسم وداع رئيس التنظيم السابق (يسار) وإحالة " محمد قمي " (يمين)

كان أحمد جنتي أول رئيس. وخلفه محمود محمدي أراغي لمدة عشر سنوات، تلاه سيد مهدي خموشي ومحمد قمي.

## الأهداف
أهداف المنظمة هي:
- إحياء الإسلام ونشره في جميع المجالات المطلوبة، وتنمية الأخلاق الإسلامية بين الناس وخاصة الشباب.
- الدفاع عن مبادئ الإسلام ونظام الجمهورية الإسلامية وأهداف الثورة الإسلامية.
- التطوير الكمي والنوعي للترويج الديني.[25]

## المنظمات التابعة
- جامعة سور
- وكالة مهر للأنباء
- مجال الفن
- معهد البحوث للترويج والدراسات الإسلامية باقر العلوم
- منظمة دار القرآن الكريم
- معهد تبيان الثقافي
- أمير كبير (ناشر)
- شركة كتاب شهر
- صحيفة طهران تايمز باللغة الإنجليزية
- مدارس منظمة التربية الإسلامية

## الواجبات
تمت الموافقة على 21 مهمة من قبل مجلس الأمناء، بما في ذلك:
- صنع السياسات والتخطيط والإرشاد والتنظيم والدعم والإشراف على الترويج الديني العام.
- إحياء وتطوير التعليم والثقافة والتاريخ الشيعي.
- مسح «الدعاية المضللة» و «الغزو الثقافي» من الخصوم السياسيين.
- التعاون داخل الوزارات والمنظمات الحكومية (والمؤسسات الأخرى ذات الصلة) من أجل تطوير التربية والثقافة الإسلامية.
- تأسيس مراكز معلومات في مجالات الاختصاص والترقية والدينية.[26]